# Фрејжер (Калифорнија)
Фрејжер (енгл. Frazier Park) насељено је место без административног статуса у америчкој савезној држави Калифорнија.

## Демографија
По попису из 2010. године број становника је 2.691, што је 343 (14,6%) становника више него 2000. године.
| Група             | 2000.         | 2010.         |
| Белци             | 1.924 (81,9%) | 2.048 (76,1%) |
| Афроамериканци    | 14 (0,6%)     | 16 (0,6%)     |
| Азијати           | 19 (0,8%)     | 22 (0,8%)     |
| Хиспаноамериканци | 292 (12,4%)   | 528 (19,6%)   |
| Укупно            | 2.348         | 2.691         |